# Kenneth Zohore
Kenneth Dahrup Zohore (født 31. januar 1994 i København) er en dansk / ivoriansk fodboldspiller, der spiller som angriber for den polske klub Slask Wroclaw.

## Karriere
Han startede sin ungdomskarriere i BK Skjold. Som spiller for klubbens ungdomshold debuterede Zohore i en alder af 16 år og 35 dage for FCKs førstehold i en SAS-ligakamp mod AGF og blev derved den yngste debutant i Superligaen nogensinde på daværende tidspunkt. I juni 2010 blev Zohore indlemmet i FCKs førsteholdstrup.
Kenneth Zohore debuterede som 15-årig for Danmarks U/17-landshold, for hvilket opnåede i alt 24 kampe for i perioden 2009-11.
Kenneth Zohore debuterede i Champions League 20. oktober 2010 kl. 22.17 (dansk tid) på F.C. Barcelonas hjemmebane Camp Nou. Han var dermed den næstyngste spiller til at betræde græsset i turneringens historie på daværende tidspunkt i en alder af kun 16 år og 261 dage. Denne alder var kun overgået af nigerianske Celestine Babayaro fra RSC Anderlecht, da han debuterede i en alder af 16 år og 87 dage tilbage i 1994. Zohore scorede sit første mål for FC Københavns førstehold, da han den 30. oktober 2010 i en kamp mod Lyngby Boldklub scorede til 1-0, hvilket gjorde Zohore til den næstyngste målscorer i Superligaen.
Efterfølgende har han spillet i en række andre klubber, hvor han især i walisiske Cardiff City F.C. i perioden 2016-2019, først på lejeophold, men snart efter købt af klubben, havde rimelig succes med 22 mål i 89 kampe.
I sommeren 2019 efter Cardiffs nedrykning fra Premier League skiftede Zohore til West Bromwich Albion F.C., hvor han fik en fireårig kontakt.

## Privat
Zohore er i familie med fodboldspilleren Didier Drogba, eftersom Zohores far og Drogba er fætre 
Han er desuden fætter til den danske basketballspiller Jonas Zohore.